# Antonio Moresco
Antonio Moresco (Mantua, 30 de octubre de 1947) es un escritor, ensayista y dramaturgo italiano.

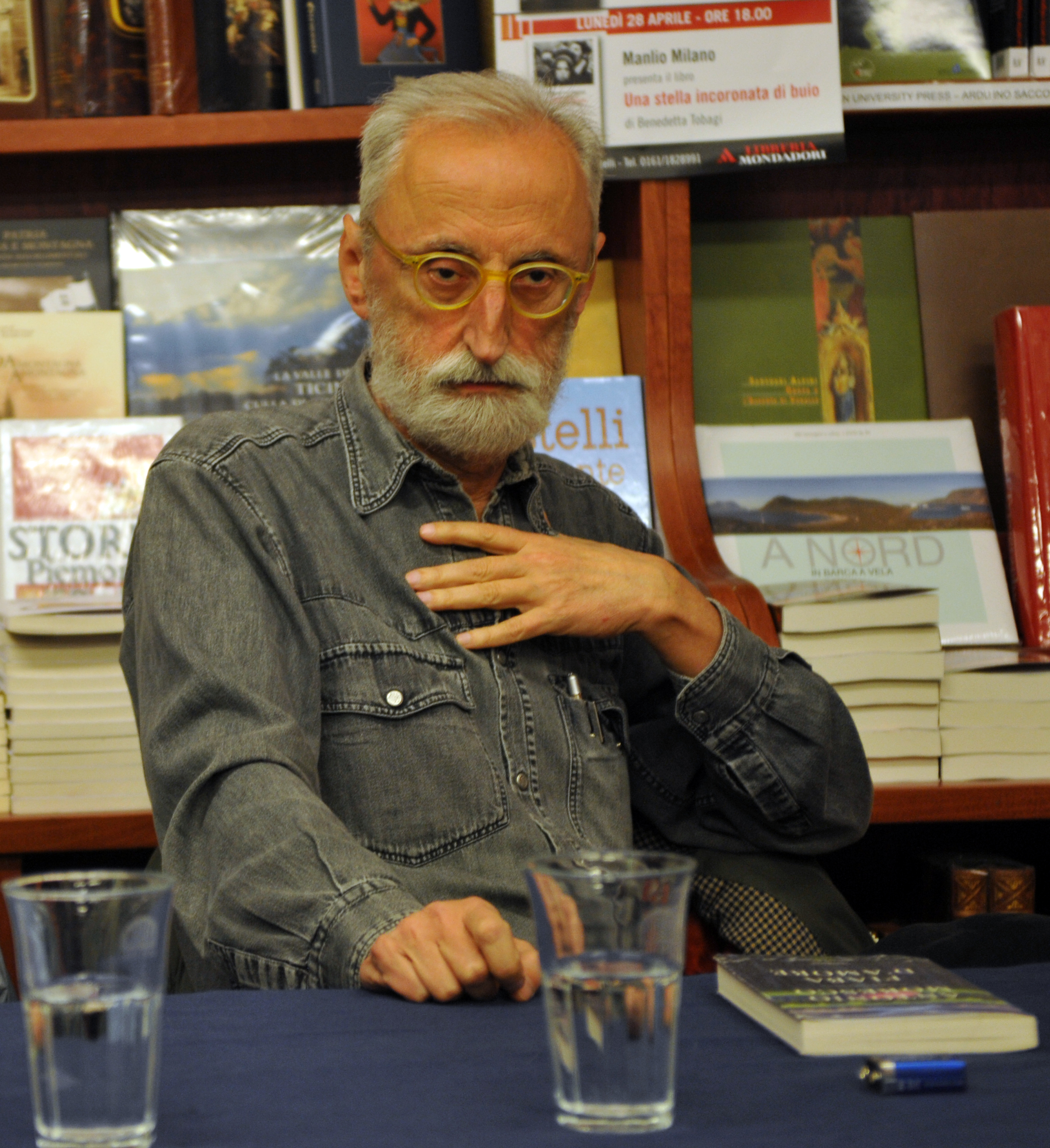
Antonio Moresco en una presentación en 2014.

## Biografía
Definido como uno de los padres fundadores de una nueva línea de literatura italiana que va más allá de la posmodernidad, y comparado con Don DeLillo, Mircea Cărtărescu y Thomas Pynchon, Roberto Saviano lo ha descrito como "una herencia literaria".
Tras una infancia en un colegio religioso y una militancia en la izquierda extraparlamentaria (ambas narradas en las dos primeras partes de la novela Los comienzos), a finales de los años setenta emprendió un aprendizaje literario, que duró quince años y finalizó en 1993 con la publicación de los tres cuentos de Clandestinità. En 1995 publicó la novela corta La cipolla (La cebolla, Editorial Melusina, 2007), que junto al libro anterior sería reimpresa años más tarde en el volumen Il Combatto (2012).
Sus novelas, tras ser rechazadas por numerosas editoriales, sólo encontraron difusión a medida que avanzaba su carrera literaria, que culminó con la trilogía titulada Juegos de la eternidad. La trilogía incluye Gli esordi (Los Comienzos, Impedimenta, 2023), Canti del caos (primera parte en 2001 y segunda parte en 2003) y Gli increati (2015).
Entre sus otros escritos principales se encuentran la colección de cartas no enviadas  Lettere a nessuno (1997), que documenta sus complejas relaciones con la industria literaria, la breve biografía Zio Demostene (2005, luego ampliada y reeditada con el título I randagi) y la novela Gli incendiati (2010), similar en contenido y estilo a las novelas de la trilogía. Con Le favole della Maria (2007) ganó el Premio Andersen 2008 en la sección "Mejor libro para niños de 6/9 años". En 2013 publicó La lucina (La lucecita, Anagrama, 2016), seguida en 2014 por Fiaba d'amore.
También actúa como animador cultural: en noviembre de 2001, con Dario Voltolini, organizó un encuentro-enfrentamiento entre escritores e intelectuales titulado Scrivere sul fronte occidentale. En 2003 estuvo entre los fundadores del blog colectivo Nazione Indiana (el nombre fue idea suya), del cual abandonó con otros miembros en 2005 para fundar la revista digital y física Il primo amore.
Durante el 2011 vive la experiencia de Cammina cammina, una ruta a pie desde Milán hasta el barrio de Scampia en Nápoles, que duró 44 días y de la que se basó un texto publicado en el libro del mismo nombre. Al año siguiente, tras el camino de Stella d'Italia, en el que participaron más de 1000 personas, publicó el volumen Stella d'Italia. A piedi per ricucire il Paese. En 2013 participó en la Freccia d'Europa, recorriendo con otros caminantes más de 1.170 kilómetros, desde Mantua hasta Estrasburgo, para transmitir un mensaje desarrollado durante el camino al Parlamento Europeo. En 2014 fundó la asociación Repubblica Nomade, después de 15 días de caminata por Sicilia.

## Obra

### Novela
- La cipolla, Bollati Boringhieri, Torino, 1995. La cebolla, Editorial Melusina, 2007. Traducción de Piero Dal Bon.
- Gli esordi, Feltrinelli, Milano, 1998. Los comienzos, Impedimenta, 2023. Traducción de Miguel Ros González.
- Canti del caos, Feltrinelli, Milano, 2001
- Canti del caos – Seconda parte, Rizzoli, Milano, 2003
- Zio Demostene, Effigie, Milano, 2005 - reeditado por Mondadori en 2014 en una edición extendida bajo el título I randagi
- Canti del caos, Mondadori, Milano, 2009
- Gli incendiati, Mondadori, Milano, 2010
- La lucina, Mondadori, Milano 2013. La lucecita, Anagrama, 2016. Traducción de Francisco José Ramos Mena.
- Fiaba d'amore, Mondadori, Milano 2014
- Gli increati, Mondadori, Milano 2015
- L'addio, Giunti, Firenze 2016
- Canto di D'Arco, Società Editrice Milanese, Milano 2019
- Canto degli alberi, Aboca, Sansepolcro 2020
- Chisciotte, Società Editrice Milanese, Milano 2020
- Stelle in gola, Società Editrice Milanese, Milano, 2021

### Cuentos
- Clandestinità, Bollati Boringhieri, Torino, 1993
- Storia d'amore e di specchi. Una favola, Portofranco, L'Aquila, 2000
- Le favole della Maria, Einaudi, Torino, 2007
- Il combattimento, Mondadori, Milano, 2012
- Tutto d'un fiato, Mondadori, Milano, 2013
- Piccola fiaba un po' da ridere e un po' da piangere, Rrose Sélavy, Tolentino, 2015
- Fiabe, con disegni di Nicola Samorì, Società Editrice Milanese, Milano 2017
- Otto preghierine per una nuova vita, Scuola di Urbino, Urbino, 2012 - ilustraciones de Giuliano Della Casa
- Fiaba Bianca, Rizzoli Lizard, Milano, 2018 - ilustraciones de Nina Bunjevac
- Il sogno del cammino. Pensieri per oltrepassare i nostri confini, Aboca Edizioni, Milano, 2022
- Il finimondo, Tetra, Viterbo, 2022

### Teatro
- La santa, Bollati Boringhieri, Torino, 2000
- Merda e luce, Effigie, Milano, 2006

### Ensayo
- Lettere a nessuno, Bollati Boringhieri, Torino, 1997
- La visione. Conversazione con Carla Benedetti, Libri Scheiwiller, Milano, 2009
- Il vulcano, Bollati Boringhieri, Torino, 1999. El volcán, Editorial Melusina, 2007. Traducción de Piero Dal Bon.
- L'invasione, Rizzoli, Milano, 2002
- Lo sbrego, Rizzoli, Milano, 2005
- Scritti di viaggio, di combattimento e di sogno, Fanucci, Roma, 2005
- Don Chisciotte e la risoluta voluttà del sogno, Tre Lune, Mantova, 2006
- Zingari di merda, Effigie, Milano, 2008
- La parete di luce, Effigie, Milano, 2011
- (curatore) Stella d'Italia. A piedi per ricucire il Paese, Mondadori, Milano, 2013
- Scritti insurrezionali, Effigie, Milano, 2014. Escritos insurreccionales, Editorial Melusina, 2021. Traducción de Guillermo Piro.
- Il fronteggiatore, Bompiani, Milano, 2017 con Susi Pietri
- L'adorazione e la lotta, Mondadori, Milano, 2018
- La mia città, Nottetempo, Roma, 2018 ilustraciones de Giuliano Della Casa
- Il grido, Società Editrice Milanese, Milano, 2018
- La Vita nova di Dante, Il Saggiatore, Milano, 2021

### Colaboraciones
- Controinsurrezioni, Mondadori, Milano, 2008 - con Valerio Evangelisti
- Camminare da solo, di notte (CD musical), AMS records, 2019 - con Fabio Zuffanti
- Giorgio Bertani editore ribelle (libro y docufilm), Milieu edizioni con Marc Tibaldi y Carlo Rovelli